# Euryopis octomaculata
Euryopis octomaculata är en spindelart som först beskrevs av Paik 1995.  Euryopis octomaculata ingår i släktet Euryopis och familjen klotspindlar. Inga underarter finns listade i Catalogue of Life.